# Swiss Beachhandball Mastersfinal 2007
Der Swiss Beachhandball Mastersfinal 2007 war der Final der Swiss Beachhandball Masters 2007. Gleichzeitig wurde der SHV-Grossfeld-Cup 2007 in Möhlin ausgetragen.

## Rangliste

### Erwachsene
| Rang | Team              | Verein            |
| ---- | ----------------- | ----------------- |
| 1    | 1898              | BHC 1898          |
| 2    | DI-DA-BU-DI-BU-DA | DI-DA-BU-DI-BU-DA |
| 3    | PiPaPo            | PiPaPo            |
| 4    | Taifun Fighters 1 | Handball Brugg    |

| Rang | Team           | Verein         |
| ---- | -------------- | -------------- |
| 1    | Playadettes    | BHC Luzern     |
| 2    | Emanuelas      | Emanuelas      |
| 3    | Wüehlmüüs      | Basel Regio    |
| 4    | Black Dolphins | Black Dolphins |

### Junioren
| Rang | Team                      | Verein                    |
| ---- | ------------------------- | ------------------------- |
| 1    | The Virgos PL’s           | The Virgos PL’s           |
| 2    | HSG Wasserschloss         | SC Siggenthal             |
| 3    | AV Thun-Zentral Rookies   | TV Thun / TV Steffisburg  |
| 4    | Backnasli`s Glenkschmieri | Backnasli`s Glenkschmieri |

| Rang | Team            | Verein          |
| ---- | --------------- | --------------- |
| 1    | Schlümpfinen    | Schlümpfinen    |
| 2    | Urgrosis Chatzä | Urgrosis Chatzä |
| 3    | Handball Emmen  | Handball Emmen  |
| 4    | Emmen Handball  | Handball Emmen  |